# Mexican Gothic
Mexican Gothic (titre original : Mexican Gothic) est un roman d'horreur écrit par Silvia Moreno-Garcia, paru en 2020 puis traduit en français et publié en 2021.
Mexican Gothic a obtenu le prix Locus du meilleur roman d'horreur 2021 ainsi que le prix British Fantasy du meilleur roman d'horreur 2021.

## Éditions
- Mexican Gothic, Del Rey Books, 30 juin 2020, 301 p.  (ISBN 978-0-525-62078-5)
- Mexican Gothic, Bragelonne, 18 août 2021, trad. Claude Mamier, 352 p.  (ISBN 979-10-281-1248-6)
- Mexican Gothic, Bragelonne poche, 5 octobre 2022, trad. Claude Mamier, 360 p.  (ISBN 979-10-281-1357-5)